# Baga (Togo)
Pour les articles homonymes, voir Baga.
Baga est l'un des quinze cantons de la préfecture de Doufelgou, dans la région de la Kara au nord-est du Togo.

## Situation géographique
Le canton de Baba est une localité regroupant six villages. Il est limité au nord par le canton de Défalé, au sud par le canton de Niamtougou, à l'est par le canton de Koka et celui de Ténéga et à l'ouest par le canton d'Agbassa.

## Démographie
La population est formée majoritairement par les Nawdba.

### Commerce
Le marché de Baga s'annime tous les vendredi. L'agriculture est la premiere source de revenus des populations.